# Ziyad Jarrah
Ziyād Samīr Jarrāḥ (in arabo زياد سمير جراح‎?; Mazraa, 11 maggio 1975 – Shanksville, 11 settembre 2001) è stato un terrorista libanese.
Era il pilota del volo United Airlines 93, uno dei quattro aerei di linea dirottati durante gli attentati dell'11 settembre 2001.

## Biografia

### Gioventù
Jarrāḥ nacque a Mazraʿa, una cittadina del Libano, da un'abbiente famiglia sunnita, con uno stile di vita tuttavia ampiamente secolarizzato. Quando aveva sette anni Israele invase il Libano e suo padre lo iscrisse in una scuola cattolica di Beirut, chiamata "La Sagesse", in cui operò da volontario in un campo per fanciulli con problemi di apprendimento, aiutando ad applicare anche un programma antidroga.
Nella primavera del 1996 Jarrah si recò in Germania insieme al fratello Salim per frequentare un corso certificato di tedesco nell'Università di Greifswald: requisito indispensabile per gli stranieri che intendevano studiare in Germania. Nel 1997 Jarrah lasciò Greifswald e cominciò a studiare ingegneria aerospaziale alla Fachhochschule di Amburgo, prendendo a lavorare in un'officina di verniciatura della Volkswagen a Wolfsburg.

### Militante fondamentalista
Jarrah era probabilmente membro della cellula di Amburgo, in cui militavano anche Mohamed Atta e altri futuri sequestratori, ma evitò accuratamente di frequentarli pubblicamente. In Germania conobbe una ragazza tedesca, di Bochum e con lei strinse una forte relazione affettiva, che li portò anche a convivere per alcuni anni.
Alla fine del 1999 Jarrah, Mohamed Atta, Marwan al-Shehhi, Sa'id Bahaji e Ramzi bin al-Shibh decisero di recarsi in Cecenia per lottare contro i Russi nel contesto della Seconda guerra cecena. Khalid al-Masri e Mohamedou Ould Slahi lo convinsero all'ultimo istante a recarsi in Afghanistan per conoscere Osama bin Laden e addestrarsi alle azioni terroristiche. Fu quindi istruito a tornare in Germania e a iscriversi per frequentare corsi di pilotaggio. Nell'ottobre del 1999 Ziyad Jarrah fu filmato al matrimonio di Sa'id Bahaji con altri futuri sequestratori dell'11 settembre 2001, incluso Marwan al-Shehhi.
Nel 2006 apparve in un video filmato nel 2000 che lo mostra, barbuto, mentre legge il suo testamento "spirituale" assieme a Mohamed Atta. Poco tempo dopo, Jarrah si rasò la barba e adottò uno stile di vita secolarizzato. Jarrah abbandonò la Fachhochschule e prese a cercare scuole per frequentare corsi di pilotaggio, giustificando il tutto col suo desiderio, che cullava fin da bambino, di pilotare aerei. Cercò in vari paesi la struttura per lui più adatta e, non trovandola in Europa, su consiglio di un amico d'infanzia, decise di trasferirsi negli Stati Uniti.

### Il soggiorno negli USA
A quanto si sa, Jarrah entrò negli Stati Uniti in sette diverse occasioni, più di qualsiasi altro sequestratore. Il 25 maggio 2000 Jarrah chiese e ottenne da Berlino un visto statunitense B-1/B-2 (turismo/affari) con una validità di cinque anni. Il 27 giugno 2000 viaggiò per la prima volta negli USA con un volo che decollò dall'aeroporto di Newark (New Jersey), con destinazione la Florida. Qui si immatricolò a tempo pieno nel Centro di addestramento al volo di Venice, in Florida. Jarrah non cambiò il suo visto di turista in uno di studente, violando così le norme, senza però che ciò gli provocasse alcun problema. Jarrah restò iscritto alla scuola di aviazione per sei mesi, dal giugno 2000 al 15 gennaio 2001.

### Il dirottamento e la morte
A metà luglio 2001 alcuni futuri sequestratori e componenti della cellula di Amburgo, si riunirono vicino Salou, in Spagna, per qualche giorno, meno di una settimana. A fine luglio Jarrah volò in Germania e si riunì di nuovo alla fidanzata per l'ultima volta. Il 5 agosto sarebbe dovuto tornare negli USA ma alcune fonti indicano che egli non fu presente il 2 agosto all'esame che avrebbe dovuto sostenere per il brevetto di volo, avendo ritardato a causa del matrimonio della sorella.
Il 27 agosto si registrò in un motel di Laurel, nel Maryland, ad un solo miglio di distanza dal luogo in cui erano riuniti i quattro futuri sequestratori. Il 7 settembre 2001 i quattro sequestratori del volo 93 della United Airlines partirono da Fort Lauderdale per l'Aeroporto internazionale di Newark, con un volo della Spirit Airlines.
Prima di compiere il dirottamento in cui avrebbe trovato la morte, Jarrah spedì alla sua ragazza una lettera d'addio, pubblicata poi dal quotidiano tedesco Der Spiegel:
Oltre alla lettera Jarrah inserì nel pacchetto anche i documenti attestanti l'addestramento di volo del Boeing, che evidentemente non gli servivano più. Pur conoscendo la ragazza da cinque anni, e nonostante avesse convissuto a lungo con lei, Jarrah sbagliò però a scrivere l'indirizzo sulla busta. Aveva tuttavia scritto il suo indirizzo di mittente, indicando con curiosa imprudenza l'indirizzo del motel negli Stati Uniti in cui si sarebbe recato e in cui in effetti avrebbe passato la sua unica notte, l'ultima della sua vita. In questo modo la busta, dopo aver mancato la consegna in Germania, fu rimandata al mittente dalle poste tedesche. I proprietari del motel la consegnarono quindi all'FBI che, grazie ai manuali di volo contenuti nella busta, capì immediatamente che Jarrah doveva essere stato il dirottatore del Boeing precipitato in Pennsylvania.
Frauke Scheuten, dell'Ufficio dei Procuratori Federali tedeschi, ha descritto la comunicazione di Jarrah come "lettera d'amore". La lettera di quattro pagine è stata trasmessa alla ragazza di Jarrah, descritta come una studentessa di medicina, nella città tedesca occidentale di Bochum. Jarrah aveva vissuto ad Amburgo come studente fino a parecchi mesi prima degli attacchi, studiando ingegneria aeronautica.

## Gli attacchi
La mattina dell'11 settembre, Jarrah, Ahmed al-Nami, Saeed al-Ghamdi e Ahmed al-Haznawi si imbarcano sul volo UA93 dal gate A17 del Newark International Airport, senza essere selezionati per controlli più approfonditi. Jarrah si siede in prima classe, proprio di fronte alla cabina di pilotaggio. Prima di imbarcarsi, Jarrah fa una chiamata alla sua ragazza, Aysel Şengün, dicendole più volte "Ich liebe dich", cioè "ti amo" in tedesco. Il volo decolla in ritardo, alle 8:41, cinque minuti prima dello schianto del volo AA11 contro la Torre Nord. I piloti, dopo lo schianto dei due aerei contro le Torri Gemelle, vengono avvisati di stare attenti alle intrusioni in cabina. A minuti però, alle 9:28 l'aereo viene comunque dirottato.

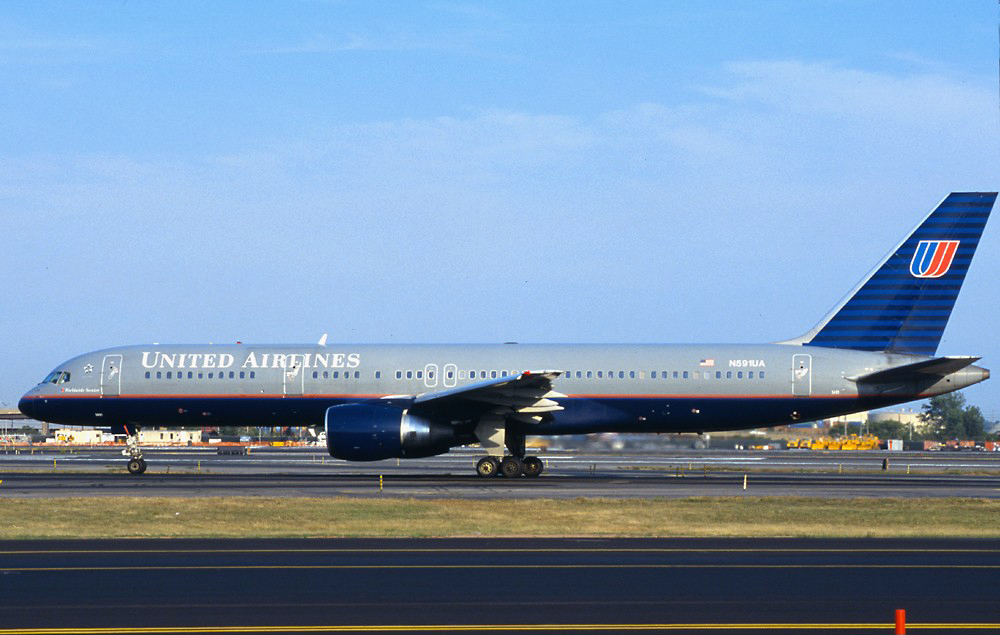
Il Boeing 757 della United Airlines l'8 settembre 2001, tre giorni prima del suo dirottamento.

La Commissione sull'11 settembre dichiarò che Jarrah era il pilota, mentre Saeed al-Ghamdi, che aveva fatto esperienze di simulatori di volo con Abdulaziz al-Omari e Mohand al-Shihri, sedeva nel posto del co-pilota. Durante il volo, ci fu una rivolta di passeggeri, che tentarono di sventare i piani dei dirottatori. Dalle registrazioni audio della scatola nera si evince che, durante la rivolta, i quattro dirottatori si chiudono in cabina di pilotaggio: essi pregano e discutono in arabo sul da farsi, mentre i passeggeri tentano di sfondare la porta.

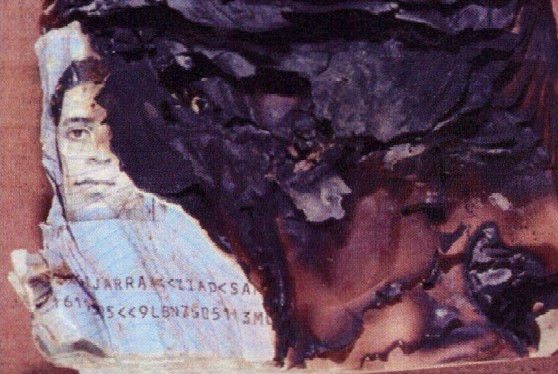
Il passaporto bruciato di Jarrah recuperato dai detriti del volo UA93

Alla fine, Jarrah prese la decisione di far schiantare l'aeromobile, per evitare che i passeggeri li sopraffacessero. Il volo si schiantò in un campo, vicino a Shanksville, Pennsylvania, uccidendo sul colpo tutti gli occupanti, inclusi i dirottatori. I resti di Jarrah, identificati per esclusione, furono recuperati e messi sotto custodia dall'FBI, insieme a quelli degli altri dirottatori, in qualità di prove.

## Controversie sul presunto furto di identità
Nei periodi successivi agli attentati venne messo in dubbio il ruolo di Jarrah e fu ipotizzato che fosse in realtà un semplice passeggero estraneo alla vicenda. In particolare, la famiglia e gli amici affermarono che Jarrah non mostrava gli stessi "risentimenti politici ardenti" di Mohamed Atta e degli altri dirottatori. Tali dubbi nacquero poi dal suo comportamento differente rispetto agli altri dirottatori e dal fatto che alcuni passeggeri avevano parlato di “tre dirottatori”. Tuttavia, la scoperta nel 2006 del videomessaggio, girato il 18 gennaio 2000, in cui Jarrah registrava il testamento assieme ad Atta, ha sollevato forti dubbi su tali ipotesi.
La Commissione sull'11 settembre ha infine concluso senza riserve che Jarrah era un dirottatore e che si trovava ai comandi quando l’aeromobile si è schiantato a Shanksville, in Pennsylvania.